# Diotim de Tebes
Diotim (en grec antic: Διότιμος, llatí: Diotīmus) va ser un metge de l'antiga Grècia nascut a Tebes que va viure entorn del segle i o una mica abans. És conegut per la referència de Plini el Vell, qui diu que practicava remeis supersticiosos i absurds.